# 324省道 (上海市)
上海省道324，即东新线，是上海市的一条省道。该路由叶新公路、大叶公路、东大公路、临港大道四段道路构成，东起浦东新区南汇新城镇环湖西一路，西止金山区朱枫公路口，全长90.754千米（以西端桩号计）。
该路原起自上海滨海森林公园，但因大芦线航线改造，东大公路泐马河桥需要拆除，浦东新区申请将东大公路自上海绕城高速公路以东的的11.532千米路段降级为县道，并将省道改道至临港大道（全长15.900千米），故终点更改为浦东新区南汇新城镇环湖西一路。